# 384
384 (CCCLXXXIV) var ett skottår som började en måndag i den julianska kalendern.

## Händelser

### December
- 11, 15, 22 eller 29 december – Sedan Damasus I har avlidit den 11 december väljs Siricius till påve.

### Okänt datum
- Theodosius I:s forum byggs i Konstantinopel.
- Quintus Aurelius Symmachus blir stadsprefekt i Rom.
- Theodosius utfärdar ett edikt, som stänger hednatempel i Nildalen under förföljelserna av hedningarna.
- Stilicho gifter sig med Theodosius brorsdotter, Serena.
- Ambrosius vägrar den romerska kejsarinnan Justinas krav på en kyrka i Milano där hon kan utöva sin arianska tro.
- En synod hålls i Bordeaux.
- Chimnyu uppstiger på tronen i det koreanska kungariket Baekje och förklarar strax därefter buddhismen vara dess officiella religion.

## Födda
- 9 september – Honorius, romersk kejsare
- Maria, romersk kejsarinna

## Avlidna
- 11 december – Damasus I, påve sedan 366
- Geungusu, kung av det koreanska kungariket Baekje
- Aconia Fabia Paulina, romersk poet